# Chiropodomys muroides
Chiropodomys muroides is een knaagdier uit het geslacht Chiropodomys dat voorkomt op Borneo. Er zijn slechts enkele exemplaren bekend, die op twee plaatsen zijn gevangen (Mount Kinabalu in Sabah, Maleisië en Long Petak in het noorden van Kalimantan, Indonesië), maar waarschijnlijk leeft hij ook in andere delen van Borneo.
De rug is geelbruin, de onderkant donkergrijs. De wangen zijn grijs. De staart is bruin. De voortanden zijn lichtgeel. De kop-romplengte bedraagt 66 tot 88 mm, de staartlengte 85 tot 91 mm, de achtervoetlengte 15 tot 17 mm, de oorlengte 14 tot 19 mm en de schedellengte 19.9 tot 21.6 mm. Vrouwtjes hebben 0+2=4 mammae.